# Horní Čermná
Pour les articles homonymes, voir Čermná.
Horní Čermná (en allemand : Ober Böhmisch Rothwasser) est une commune du district d'Ústí nad Orlicí, dans la région de Pardubice, en République tchèque. Sa population s'élevait à 991 habitants en 2024.

## Géographie
Horní Čermná se trouve à 7 km au nord de Lanškroun, à 15 km à l'est d'Ústí nad Orlicí, à 60 km à l'est-sud-est de Pardubice et à 156 km à l'est de Prague.

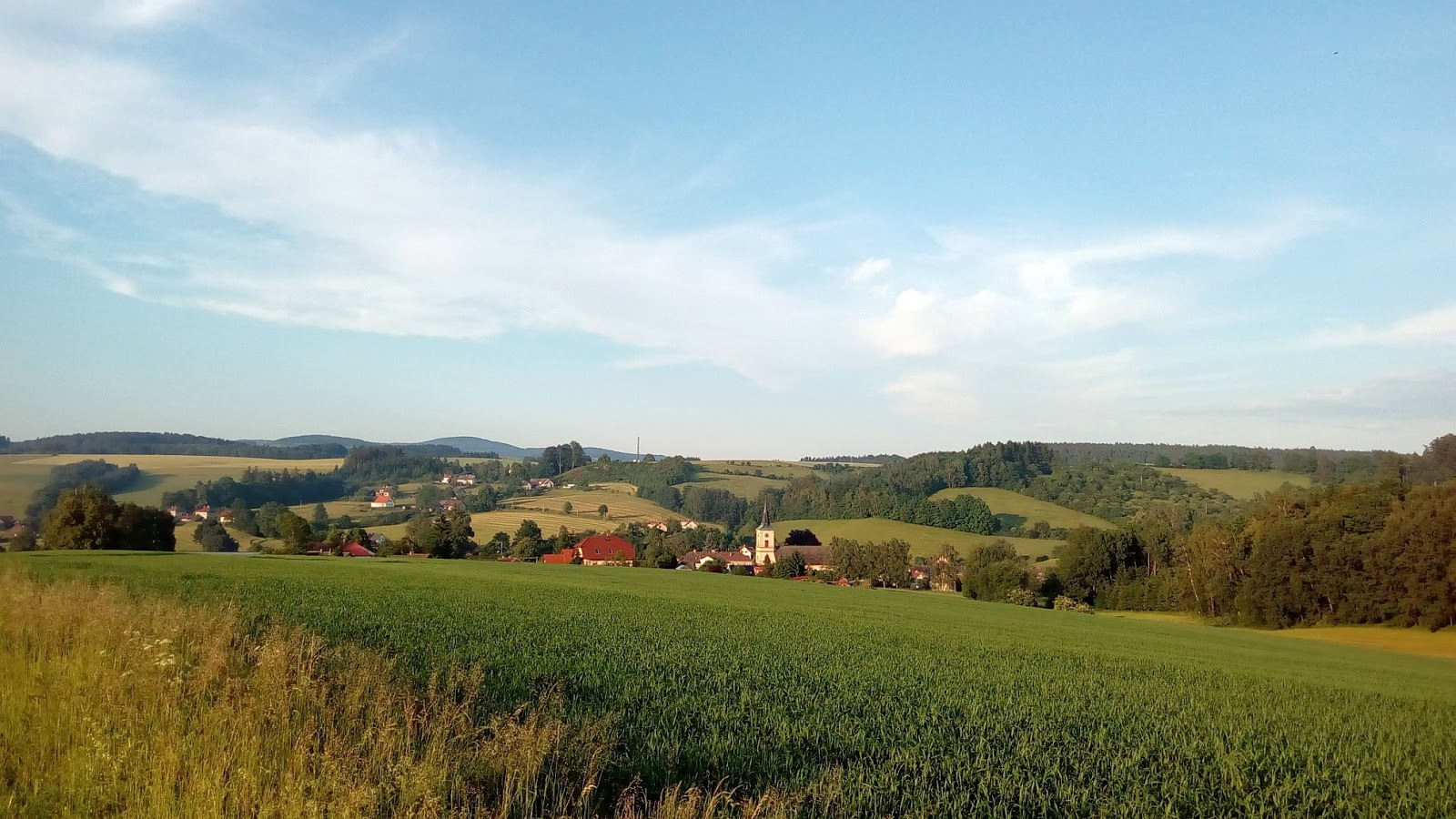
Horní Čermná : panorama.

La commune est limitée par Bystřec au nord, par Výprachtice au nord-est, par Horní Heřmanice à l'est, par Cotkytle au sud-est, par Albrechtice et Lanškroun au sud, et par Horní Třešňovec et Dolní Čermná à l'ouest.

## Histoire
La première mention écrite de la localité date de 1304.

## Administration
La commune se compose de deux sections :
- Horní Čermná
- Nepomuky

## Galerie

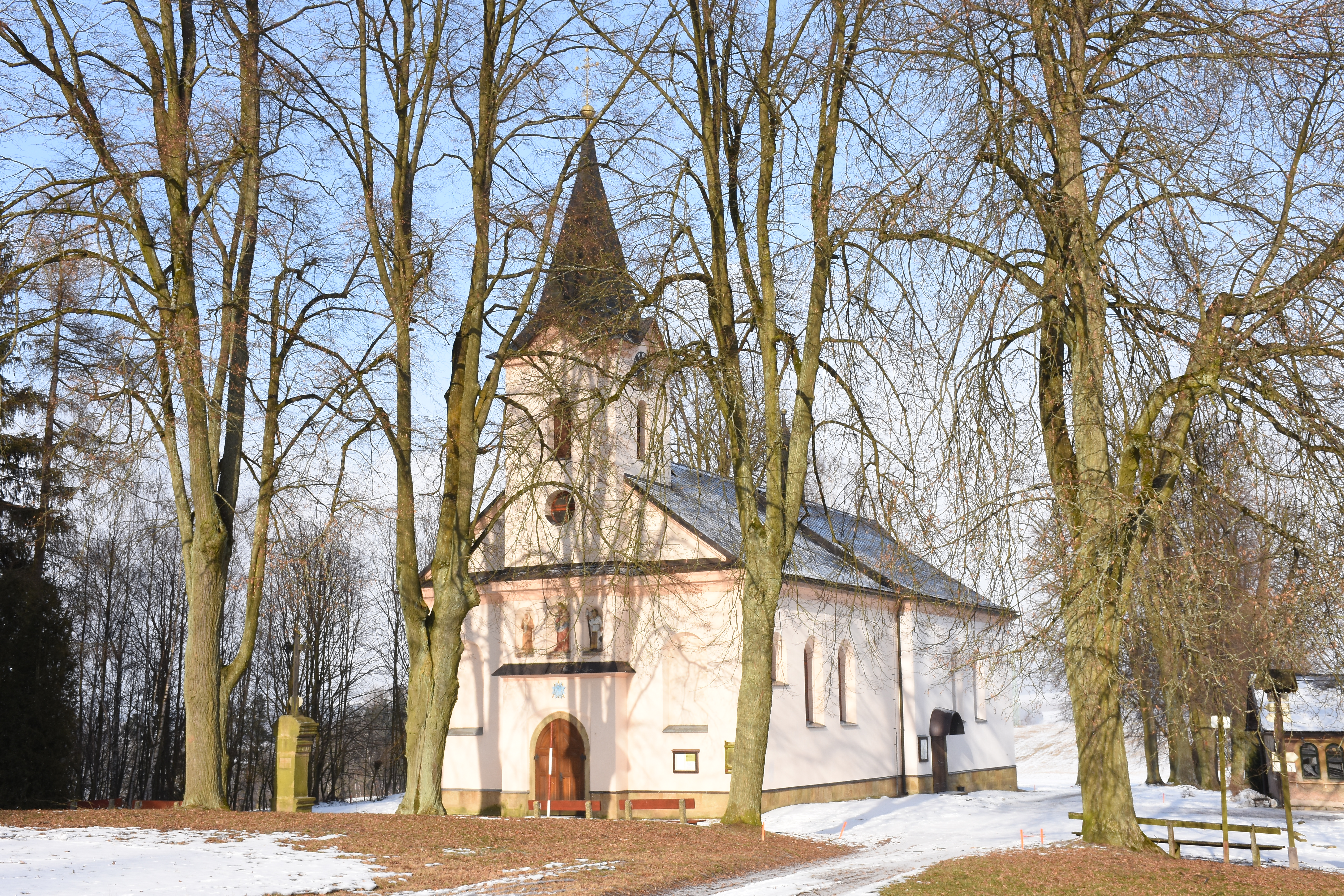
Église de la Nativité de la Vierge Marie.
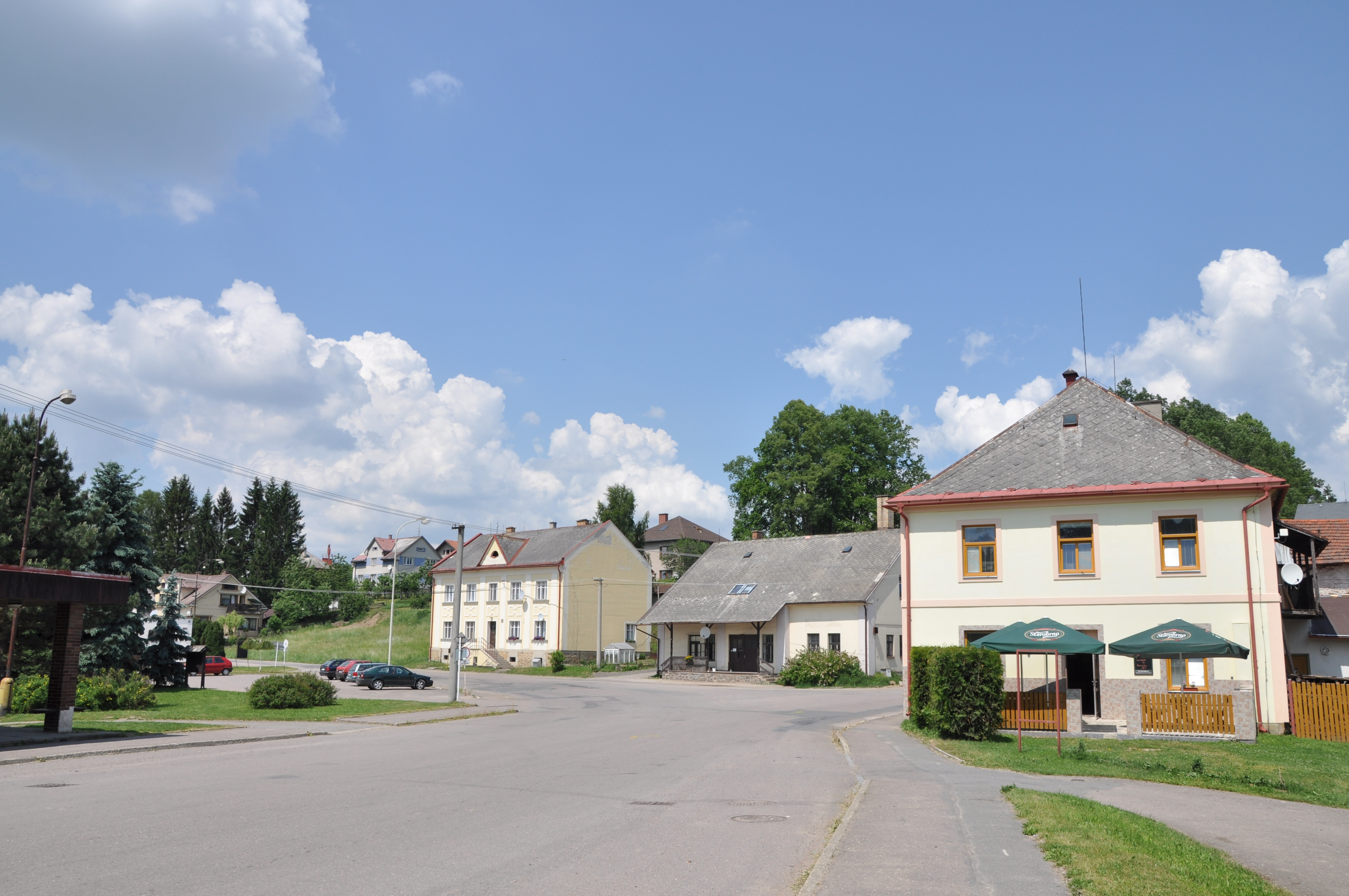
Centre de Horní Čermná.

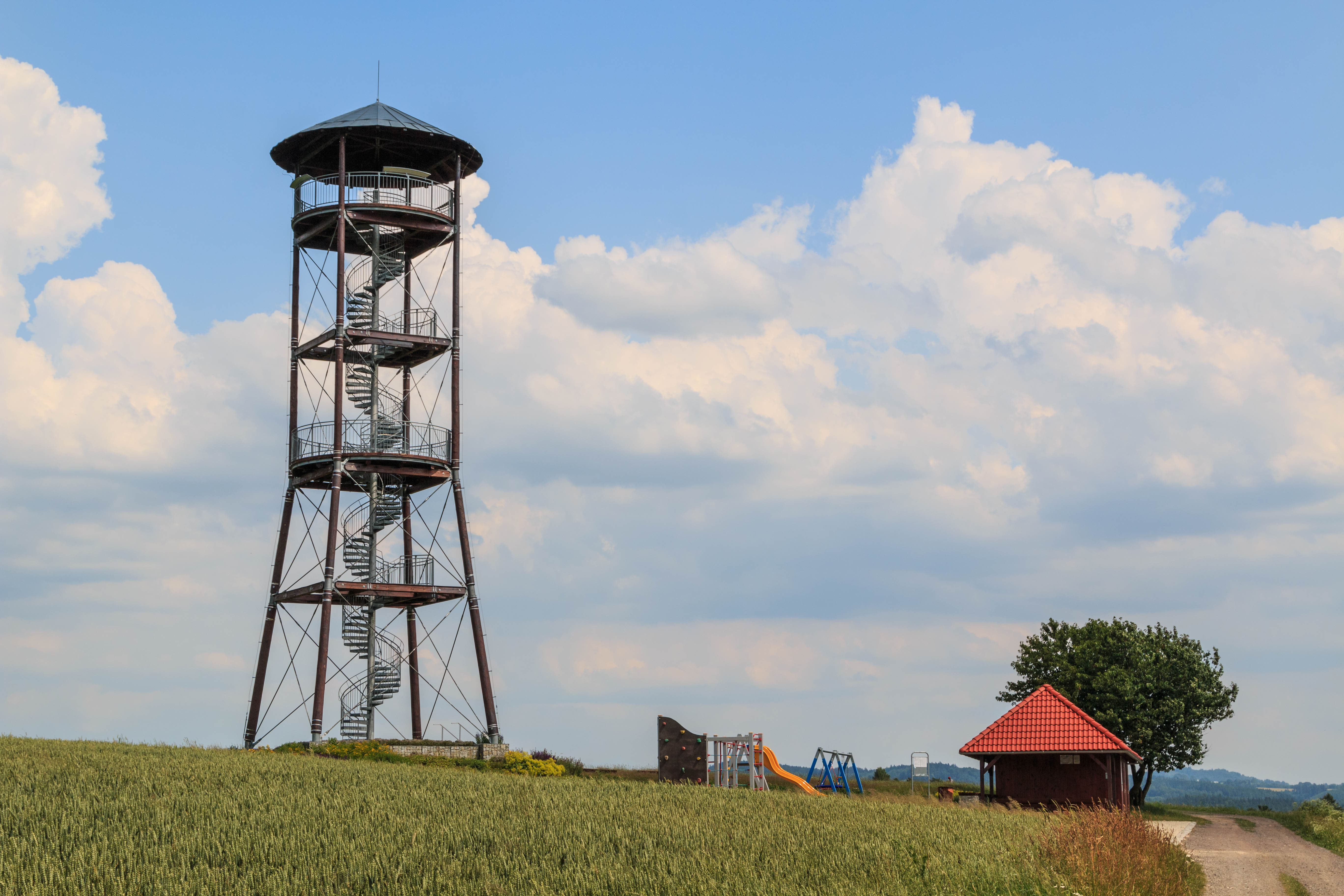
Tour d'observation de Mariánka.

## Transports
Par la route, Horní Čermná se trouve à 8 km de Jablonné nad Orlicí, à 20 km d'Ústí nad Orlicí, à 76 km de Pardubice et à 189 km de Prague. 